# Chính sách thị thực của Nauru
Du khách đến Nauru phải xin thị thực trừ khi họ đến từ một trong những quốc gia được xin thị thực miễn phí tại cửa khẩu. Tất cả du khách phải sở hữu thị thực có hiệu lực 3 tháng. Thị thực quá cảnh không bị yêu cầu nếu chuyến bay nối tiếp chỉ trong vòng ba giờ từ lúc đến Nauru. Người đi công tác phải có người bảo lãnh.
Xin thị thực được thực hiện bằng cách gửi email Cục Xuất nhập cảnh Nauru với các thông tin cần thiết.

## Bản đồ chính sách thị thực

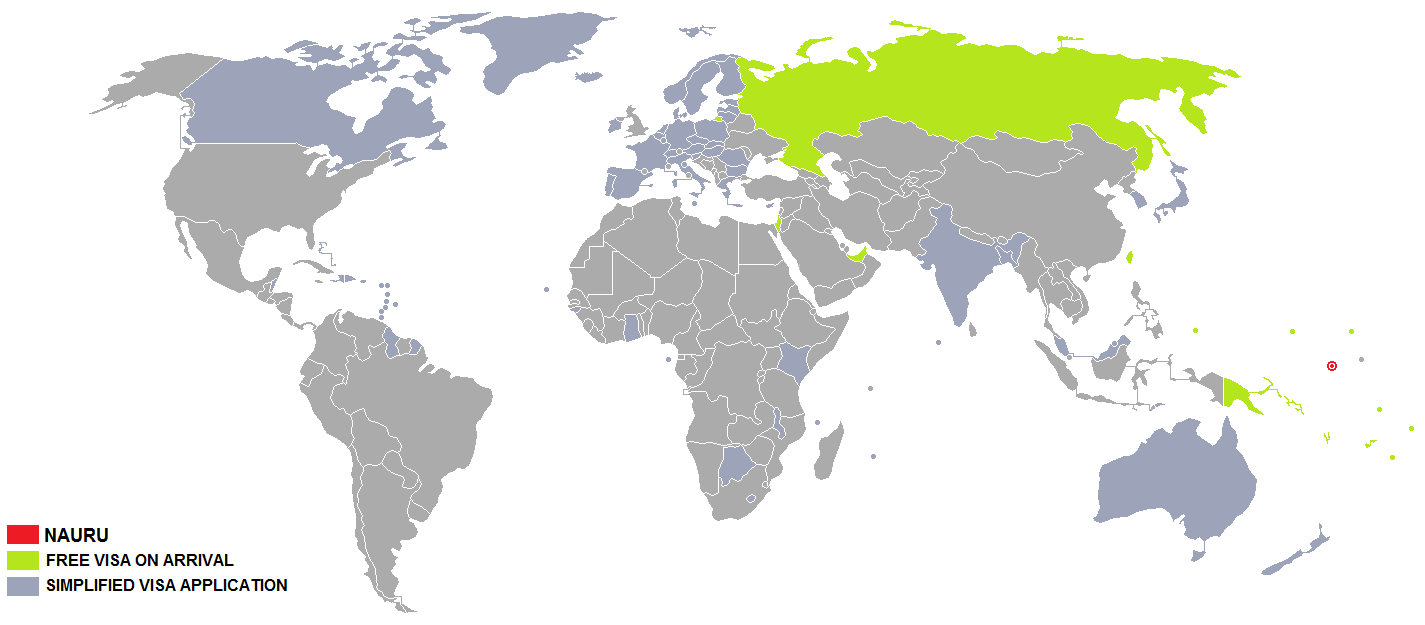
Chính sách thị thực Nauru

## Thị thực tại cửa khẩu
Công dân của 15 quốc gia sau được xin thị thực miễn phí tại cửa khẩu:
| - Quần đảo Cook - Fiji - Israel - Quần đảo Marshall - Micronesia - Palau - Papua New Guinea - Nga | - Samoa - Quần đảo Solomon - Đài Loan - Tonga - Tuvalu - Các Tiểu vương quốc Ả Rập Thống nhất - Vanuatu |

| Ngày thay đổi thị thực |
| --- |
| Danh sách này không đầy đủ, bạn cũng có thể giúp mở rộng danh sách. - 14 tháng 5 năm 2015: Nga - 19 tháng 11 năm 2017: Các Tiểu vương quốc Ả Rập Thống nhất |

## Đơn giản hóa thủ tục thị thực
Công dân của 66 quốc gia sau được cấp thị thực với thủ tục được đơn giản hóa. Không như những hành khách thông thường, họ không phải nộp chứng chỉ lý lịch tư pháp và chứng chỉ sức khỏe cùng với đơn xin thị thực.
| - Tất cả công dân Liên minh Châu Âu \| - Antigua và Barbuda - Úc - Bahamas - Bangladesh - Barbados - Belize - Botswana - Brunei - Canada - Cape Verde - Comoros - Cuba - Dominica - Cộng hòa Dominica \| - Ghana - Grenada - Guinea-Bissau - Guyana - Haiti - Hàn Quốc - Iceland - India - Jamaica - Japan - Kenya - Lesotho - Malawi - Malaysia \| - Maldives - Mauritius - New Zealand - Norway - Saint Kitts và Nevis - Saint Lucia - Saint Vincent và Grenadines - San Marino - Sao Tome và Principe - Thụy Sĩ - Timor-Leste - Trinidad và Tobago \| | | |
| - Antigua và Barbuda - Úc - Bahamas - Bangladesh - Barbados - Belize - Botswana - Brunei - Canada - Cape Verde - Comoros - Cuba - Dominica - Cộng hòa Dominica | - Ghana - Grenada - Guinea-Bissau - Guyana - Haiti - Hàn Quốc - Iceland - India - Jamaica - Japan - Kenya - Lesotho - Malawi - Malaysia | - Maldives - Mauritius - New Zealand - Norway - Saint Kitts và Nevis - Saint Lucia - Saint Vincent và Grenadines - San Marino - Sao Tome và Principe - Thụy Sĩ - Timor-Leste - Trinidad và Tobago |

## Thị thực nhà báo
Đầu năm 2014 họ quyết định thu 8000 AUD cho thị thực ba-tháng với nhà báo.